# Matrice di Kraljic

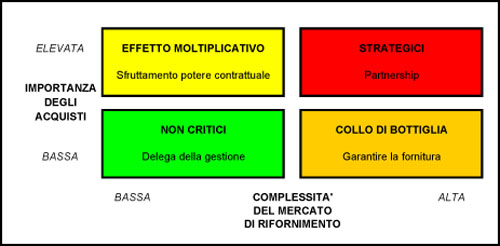
Rielaborazione della matrice originariamente proposta da Kraljic.

La matrice di Kraljic prende il nome da Peter Kraljic che per primo l'ha formalizzata con un articolo apparso nella Harvard Business Review nel 1983, in cui constatava come in molte aziende la funzione acquisti si limitasse a svolgere azioni di routine, senza capire la crescente evoluzione e complessità dei mercati di approvvigionamento con i conseguenti rischi per chi non avesse saputo adottare una adeguata strategia di acquisto. Per tal motivo presentò un modello volto ad individuare delle politiche differenziate di approvvigionamento, al fine di ottimizzare l’impiego di risorse nel processo, pur garantendo la fornitura in termini di tempi, costi e qualità.
Secondo lo schema proposto da Kralijc gli acquisti di una azienda vengono divisi in quattro classi, sulla base della complessità del mercato di rifornimento (situazioni di monopolio, barriere all'entrata, innovazione tecnologica)  e dell'importanza degli acquisti (determinata dal valore della classe merceologica oggetto di analisi sul totale del fatturato di acquisto).
Tale suddivisione permette all'azienda di definire le strategie di acquisto ottimali per ciascuno dei quattro tipi di componenti/classi merceologiche identificate dalla matrice, con l'obiettivo della massimizzazione del risultato aziendale.
La matrice di Kraljic definisce i seguenti tipi di articoli:
- non fondamentali (non critici): componenti che hanno un basso impatto sull'azienda e che si trovano in abbondanza e/o in mercati a basso rischio. Per questo tipo di componenti in genere si sceglie la delega della gestione.

- con effetti moltiplicativi (effetto leva): importanti per l'azienda ma collocati in mercati poco rischiosi e con offerta abbondante. Come si intuisce dal nome, la gestione ottimale di queste categorie di acquisto è indispensabile per assicurare un risultato aziendale soddisfacente; per questo tipo di componenti l'azienda tende a sfruttare al massimo il proprio potere contrattuale e l'abbondanza dell'offerta con frequenti negoziazioni.

- soggetti a strozzature (collo di bottiglia): con un impatto aziendale basso in termini economici ma dove la continuità delle forniture è a rischio. La gestione di questi componenti è mirata a creare rapporti di collaborazione nel medio-lungo termine tra cliente e fornitore per garantire la fornitura, con minor enfasi sul costo.

- strategici: importanti per l'azienda sia in termini di impatto economico che per le condizioni di fornitura da mercati complessi e/o rischiosi. In questo campo l'orizzonte è sul medio-lungo termine con un monitoraggio continuo della situazione congiunturale di mercato, evoluzione tecnica, valutazione di "make or buy", creazione di alternative e sviluppo di rapporti stabili e di massima collaborazione con il fornitore.

## Pro e contro della Matrice di Kraljic
Nel tempo l’approccio di Kraljic ha conosciuto un grande successo in termini di uso ed è stato oggetto di numerose “revisioni” in letteratura da parte di molti studiosi ed esperti. Nella tabella seguente vengono riassunti i principali aspetti positivi e negativi dell’approccio.
| PRO | CONTRO |
| --- | --- |
| Spinge le imprese a coordinare le strategie di acquisto di unità di business che agiscono praticamente in autonomia, aumentando l’effetto leva e la sinergia | I criteri di scelta delle strategie di approvvigionamento all’interno di un quadrante della matrice non sono sufficientemente chiari.    |
| Obbliga a differenziare le strategie di approvvigionamento in base alle caratteristiche dei raggruppamenti di fornitori                                      | Il modello non fornisce indicazioni su come modificare l’attuale situazione di potere negoziale cliente-fornitore in favore dell’impresa |
| Permette di visualizzare chiaramente le possibilità di sviluppo delle diverse strategie di approvvigionamento                                                | Le strategie tendono ad essere poco connesse fra di loro                                                                                 |
| Obbliga a tenere in debita considerazione le mutue interdipendenze con i fornitori e i potenziali effetti collaterali negativi derivanti                     | Non si può verificare che la scelta delle variabili sia quella corretta o più adatta                                                     |
| Aiuta ad allocare adeguatamente le risorse scarse | Le dimensioni “profit impact” e “supply risk” sono troppo generiche                                                                      |
| Permette di focalizzare le strategie aziendali | Non considera adeguatamente il punto di vista dei fornitori                                                                              |
| Favorisce una progressiva maturazione della funzione acquisti                                                                                                | Le raccomandazioni fornite dal modello sono caratterizzate da eccessiva semplicità                                                       |